# Interprétations de la probabilité
L’interprétation de la probabilité est un sujet fondamental en mathématique et de la philosophie qui cherche à comprendre ce que mesure réellement la probabilité : s’agit-il d’une indication de la tendance physique qu’un événement se produise, ou représente-t-elle plutôt une mesure de notre conviction dans la possibilité de son occurrence, ou les deux ? Ces questions ont conduit à l’émergence de deux principales écoles de pensée dans le domaine de la théorie des probabilités.
On identifie généralement ces interprétations comme les probabilités de « preuve » et de « physique ». Les probabilités physiques, ou probabilités objectives, souvent appelées probabilités de fréquence, sont liées à des systèmes aléatoires naturels comme les jeux de roulette, les dés ou les processus de désintégration des atomes radioactifs. Dans de tels systèmes, un type donné d'événement (comme un dé qui donne un six) tend à se produire à un taux persistant, ou à une « fréquence relative », d'un nombre d'essais inconnu. Les probabilités physiques expliquent ou sont invoquées pour expliquer ces fréquences stables.
Les approches fréquentistes, proposées par des figures telles que Venn, Reichenbach, et von Mises, ainsi que les théories de la propension de penseurs tels que Popper, Miller, Giere et Fetzer, dominent les discussions sur les probabilités physiques.
La probabilité bayésienne, qui se base sur les informations disponibles ou les preuves, permet d’attribuer une probabilité à toute affirmation, même en l’absence de processus aléatoire, pour évaluer sa plausibilité. Ces probabilités, souvent perçues comme des degrés de croyance, sont généralement envisagées à l’image d’un pari mesuré contre des cotes définies.
Certaines interprétations de probabilité sont associées à des approches de l'inférence statistique, y compris les théories de l'estimation et les tests d'hypothèses. L'interprétation physique, par exemple, est adoptée par les utilisateurs de méthodes statistiques « fréquentistes », tels que Ronald Fisher, Jerzy Neyman et Egon Pearson. Les statisticiens de l'école bayésienne adverse acceptent généralement l'existence et l'importance des probabilités physiques, mais considèrent également que le calcul des probabilités de preuve est à la fois valide et nécessaire dans les statistiques. Cet article, cependant, se concentre sur les interprétations de la probabilité plutôt que les théories de l'inférence statistique.

## Philosophie
La philosophie de la probabilité pose des problèmes surtout en matière d'épistémologie et de l'interface entre les concepts mathématiques et le langage ordinaire. La théorie des probabilités est un champ d'étude établi en mathématiques. Ses origines tiennent des discussions des jeux de hasard entre Blaise Pascal et Pierre de Fermat au XVIIe siècle, et a été formalisé et rendu axiomatique comme une branche distincte des mathématiques par Andrey Kolmogorov au XXe siècle. Dans sa forme axiomatique, les énoncés mathématiques au sujet de la théorie des probabilités portent le même genre de dureté épistémologique partagée par d'autres énoncés mathématiques dans la philosophie des mathématiques,.
L'analyse mathématique est née dans les observations du comportement des jeux tels que des cartes et des dés à jouer, qui sont conçus spécifiquement pour introduire des éléments aléatoirement égalisés; en termes mathématiques, ils sont des sujets d'indifférence. Ce n'est pas le seul moyen probabiliste utilisé dans le langage humain ordinaire: par exemple, quand les gens disent que « il va probablement la pleuvoir », ils ne sont généralement pas en train de dire que le résultat de la pluie par rapport à la non-pluie est un facteur aléatoire que les chances favorisent actuellement; à la place, de telles déclarations sont peut-être mieux compris comme qualifiant leur espérance de pluie avec un degré de confiance donné.
Thomas Bayes a tenté de fournir une logique qui pourrait gérer les degrés de confiance différents ; en tant que telle, la probabilité bayésienne est une tentative de refonte de la représentation des états probabilistes comme une expression du degré de confiance par lequel les croyances qu'ils expriment sont détenus.

## Rôle de la probabilité

### Probabilité logique, épistémique, et inductive
Le terme « probabilité » est parfois utilisé dans des contextes où il n'a rien à voir avec le hasard physique. Prenons, par exemple, l'affirmation selon laquelle l'extinction des dinosaures a été probablement causée par une grosse météorite frappant la terre. Des déclarations telles que « L'hypothèse H est probablement vraie » ont été interprétées comme signifiant que des preuves empiriques (E, par exemple) soutient H à un degré élevé. Ce degré de soutien de H par E a été appelé la probabilité logique de H donnée E, ou la probabilité épistémique de H donnée E, ou la probabilité inductive de H donnée E.
Les différences entre ces interprétations sont plutôt petites, et peuvent sembler sans conséquence. L'un des principaux points de désaccord réside dans la relation entre la probabilité et la croyance. Les probabilités logiques sont conçues (par exemple dans le Traité (en) de Keynes sur la probabilité) d'être des relations objectives logiques entre les propositions (ou phrases), et donc de ne pas dépendre de quelque façon de la croyance. Ce sont les degrés de conséquence logique, et non pas des degrés de croyance. Frank P. Ramsey, d'autre part, était sceptique quant à l'existence de telles relations logiques objectives, et a soutenu que la probabilité est « la logique de la croyance partielle ». En d'autres termes, Ramsey a estimé que les probabilités épistémiques sont simplement des degrés de croyance rationnelle, plutôt que d'être des relations logiques qui limitent simplement les degrés de croyance.
Un autre point de désaccord concerne l'unicité de la probabilité de preuve, par rapport à un état donné de connaissance. Rudolf Carnap soutient, par exemple, que les principes logiques déterminent toujours une probabilité logique unique pour toute déclaration, par rapport à tout organisme de preuve. Ramsey, au contraire, pensait que si les degrés de croyance sont soumis à certaines contraintes rationnelles (comme les axiomes de probabilité, mais sans s'y limiter) ces contraintes habituellement ne déterminent pas une valeur unique. Les personnes rationnelles, autrement dit, peuvent différer quelque peu dans leurs degrés de croyance, même si elles possèdent toutes les mêmes informations.

### Prédiction
Une alternative de la probabilité souligne le rôle de la prédiction - prédire les observations futures sur la base des observations passées, et non sur des paramètres inobservables. Ce fut la principale fonction de la probabilité avant le 20e siècle, mais qui est tombé en disgrâce par rapport à l'approche paramétrique, qui a modelé les phénomènes comme un système physique qui a été observé avec l'erreur, comme dans la mécanique céleste. L'approche prédictive moderne a été lancée par Bruno de Finetti, avec l'idée centrale de l'interchangeabilité tel que les observations futures devraient se comporter comme des observations passées. Ce point de vue est venu à l'attention du monde anglophone avec la traduction du livre de de Finetti en 1974, et a depuis été proposée par les statisticiens comme Seymour Geisser.

### Probabilité axiomatique
Les mathématiques de probabilité peuvent être développés sur une base entièrement axiomatique qui est indépendante de toute interprétation: voir les articles sur la théorie des probabilités et des axiomes des probabilités pour un traitement détaillé.

## Principales interprétations
|                        | Classique                         | Fréquentiste                                         | Bayésianiste                   | Propension                 |
| ---------------------- | --------------------------------- | ---------------------------------------------------- | ------------------------------ | -------------------------- |
| Hypothèses Principales | Principe d'indifférence           | Fréquence de l'événement                             | Degré de croyance              | Degré de lien de causalité |
| Base conceptuelle      | Symétrie hypothétique             | Les données antérieures et de la classe de référence | La connaissance et l'intuition | L'état actuel du système   |
| Approche conceptuelle  | Conjecturale                      | Empirique                                            | Subjective                     | Métaphysique               |
| Cas unique possible    | Oui                               | Non                                                  | Oui                            | Oui                        |
| Précis                 | Oui                               | Non                                                  | Non                            | Oui                        |
| Problèmes              | Ambiguïté principe d'indifférence | Problème de la classe de référence                   | opinion non-vérifiée           | notion contestée           |

### Définition classique
La première tentative de rigueur mathématique dans le domaine des probabilités, défendue par Pierre-Simon Laplace, est maintenant connu comme la définition classique. Développé à partir d'études sur les jeux de hasard (comme rouler les dés), il indique que la probabilité est équipartie entre tous les résultats possibles, à condition que ces résultats peuvent être considérés comme tous aussi probable.

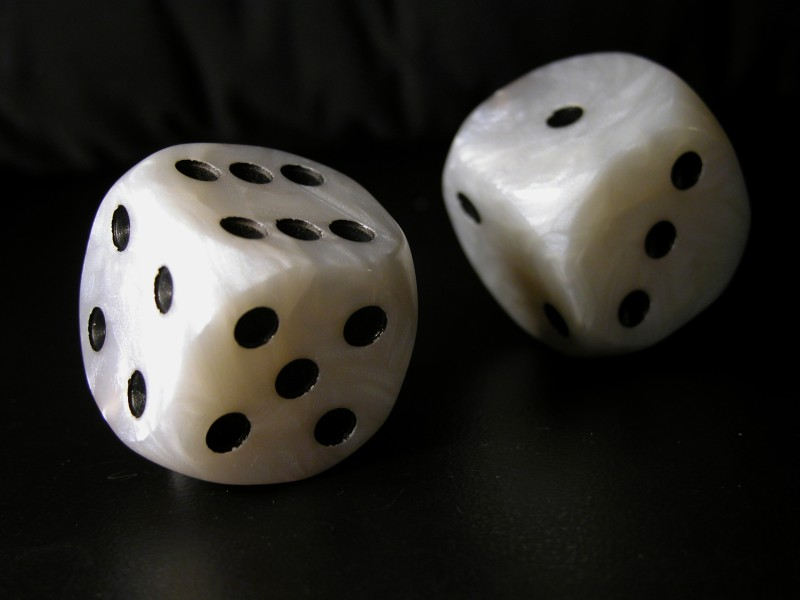
La définition classique de la probabilité fonctionne bien pour les situations avec seulement un nombre fini de résultats ayant des probabilités équiréparties.

Ceci peut être représenté mathématiquement comme suit : si une expérience aléatoire peut conduire à N résultats mutuellement exclusifs et équiprobables et si {\displaystyle {N_{A}}} de ces résultats donnent lieu à la survenance de l'événement A, la probabilité de A est définie par :
{\displaystyle P(A)={N_{A} \over N}}.
Il y a deux limites claires à la définition classique. Tout d'abord, il est applicable uniquement aux situations dans lesquelles il n'y a qu'un nombre «fini» de résultats possibles. Mais certaines expériences aléatoires importantes, telles que jeter une pièce de monnaie, donnent lieu à un ensemble infini de résultats. Et deuxièmement, vous devez déterminer à l'avance que tous les résultats possibles sont également probables.

### Fréquentisme

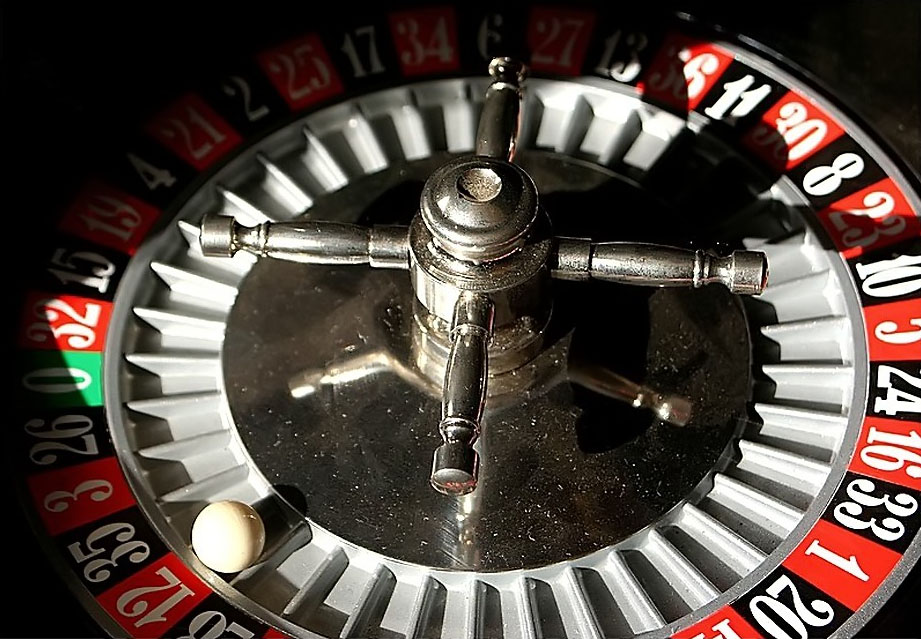
Pour les fréquentistes, la probabilité de la balle à atterrir dans une case peut être déterminée que par de nombreux essais dans lesquels le résultat observé converge vers la probabilité sous-jacente sur le long terme.

Les fréquentistes postulent que la probabilité d'un événement est sa fréquence relative au fil du temps. Ceci est également connu comme la probabilité aléatoire. Les événements sont supposés être régis par des phénomènes physiques aléatoires, qui sont soit des phénomènes prévisibles, en principe, sont des informations suffisantes (voir Déterminisme); ou des phénomènes qui sont essentiellement imprévisibles. Des exemples du premier type comprennent les lancer des dés ou de faire tourner une roulette russe; un exemple de la seconde espèce est la désintégration radioactive. Dans le cas de jeter une pièce de monnaie, les fréquentistes disent que la probabilité d'obtenir une tête est de 1/2, non pas parce qu'il y a deux résultats également probables, mais parce que les séries répétées d'un grand nombre d'essais démontrent que la fréquence empirique converge vers la limite 1/2 comme le nombre d'essais tend vers l'infini.
Si on note {\displaystyle \textstyle n_{a}}le nombre d'occurrences d'un événement {\displaystyle {\mathcal {A}}} dans {\displaystyle \textstyle n} essais, alors si {\displaystyle \lim _{n\to \infty }{n_{a} \over n}=p} nous pouvons dire que {\displaystyle \textstyle P({\mathcal {A}})=p}
La vue du fréquentiste a ses propres problèmes. Il est bien sûr impossible de réellement effectuer une infinité de répétitions d'une expérience aléatoire pour déterminer la probabilité d'un événement. Mais si seulement un nombre fini de répétitions du processus sont exécutées, différentes fréquences relatives apparaissent dans différentes séries d'essais. Si ces fréquences relatives tendent à définir la probabilité, la probabilité sera légèrement différente à chaque fois qu'elle est mesurée. Mais la probabilité réelle devrait être la même à chaque fois. Si on reconnaît le fait qu'on peut mesurer une probabilité qu'avec une certaine erreur de mesure, on se heurte au problème que l'erreur de mesure ne peut être exprimée que comme une probabilité, le concept même qu'on essaie de définir. Cela rend même circulaire la définition de la fréquence ; voir par exemple « Quelle est la chance d'un tremblement de terre ?” 

### Propension
Les théoriciens de la propension pensent la probabilité comme une propension physique, ou la tendance d'un type donné de situation physique à obtenir un résultat d'un certain type, ou pour obtenir une fréquence relative long terme d'un résultat. Ce genre de probabilité objective est parfois appelée « chance ».
Les propensions (ou chances), ne sont pas des fréquences relatives, mais les causes présumées des fréquences relatives stables observées. Les propensions sont réalisées pour expliquer pourquoi la répétition d'un certain genre d'expérience va générer les types de résultats donnés à des taux persistants, qui sont connus comme propensions ou chances. Les fréquentistes sont incapables de prendre cette approche, puisque les fréquences relatives n'existent pas pour lancers de simples pièces de monnaie, mais seulement pour les grands ensembles. En revanche, un propensitiste est capable d'utiliser la loi des grands nombres pour expliquer le comportement des fréquences à long terme. Cette loi, qui est une conséquence des axiomes de probabilité, dit que si (par exemple) une pièce de monnaie est lancée à plusieurs reprises, de telle sorte que la probabilité de têtes d'atterrissage est le même sur chaque face, la fréquence relative des têtes sera proche de la probabilité de la tête sur chaque tirage unique. 
Le défi principal des théories de propension est de dire exactement ce que signifie la propension. (Et puis, bien sûr, pour montrer que la propension ainsi définie a les propriétés requises.) À l'heure actuelle, malheureusement, aucun des comptes bien connus de la propension se rapproche de relever ce défi.
Une théorie de la propension des probabilités a été donnée par Charles Sanders Peirce,,,. Une théorie de la propension, a plus tard été proposé par le philosophe Karl Popper, qui avait cependant seulement une légère connaissance avec les écrits de C. S. Peirce. Popper a noté que le résultat d'une expérience physique est produite par un certain ensemble de «conditions de production». Dire qu'un ensemble de conditions de production a la propension p de produire le résultat E, signifie que les conditions exactes, si elle est répétée indéfiniment, produira une séquence de résultats dans laquelle E est produite avec une fréquence limitée relative p. Pour Popper alors, une expérience déterministe aurait tendance à obtenir 0 ou 1 pour chaque résultat, étant donné que ces conditions de production auraient donné le même résultat à chaque essai. En d'autres termes, les propensions non triviales (ceux qui diffèrent de 0 et 1) existe seulement pour des expériences véritablement indéterministes.
Un certain nombre d'autres philosophes, y compris David Miller et Donald A. Gillies, ont proposé des théories de propension assez semblables à celle de Popper.
D'autres théoriciens de propension (par exemple Ronald Giere) ne définissent pas explicitement propensions du tout, mais plutôt la propension telle que définie par le rôle théorique qu'elle joue dans la science. Ils soutiennent, par exemple, que des grandeurs physiques telles que la charge électrique ne peuvent pas être définis explicitement. De la même manière, la propension est tout ce qui remplit les différents rôles que la probabilité physique joue dans la science.
Quels rôles la probabilité physique joue-t-elle dans la science? Quelles sont ses propriétés ? Une propriété centrale de hasard, si elle est connue, contraint la croyance rationnelle de prendre la même valeur numérique. David Lewis l'a appelé le Principal Principle, un terme que les philosophes ont pour la plupart adopté. Par exemple, supposons que vous êtes certain qu'une pièce de monnaie biaisée particulier a une propension de 0,32 de tomber sur une face à chaque fois qu'elle est lancée. Quel est donc le prix correct pour un pari de 1€ si la pièce atterrit sur cette face, et rien sinon? Selon le Principal Principle, le juste prix est de 32 centimes.

### Bayésianime

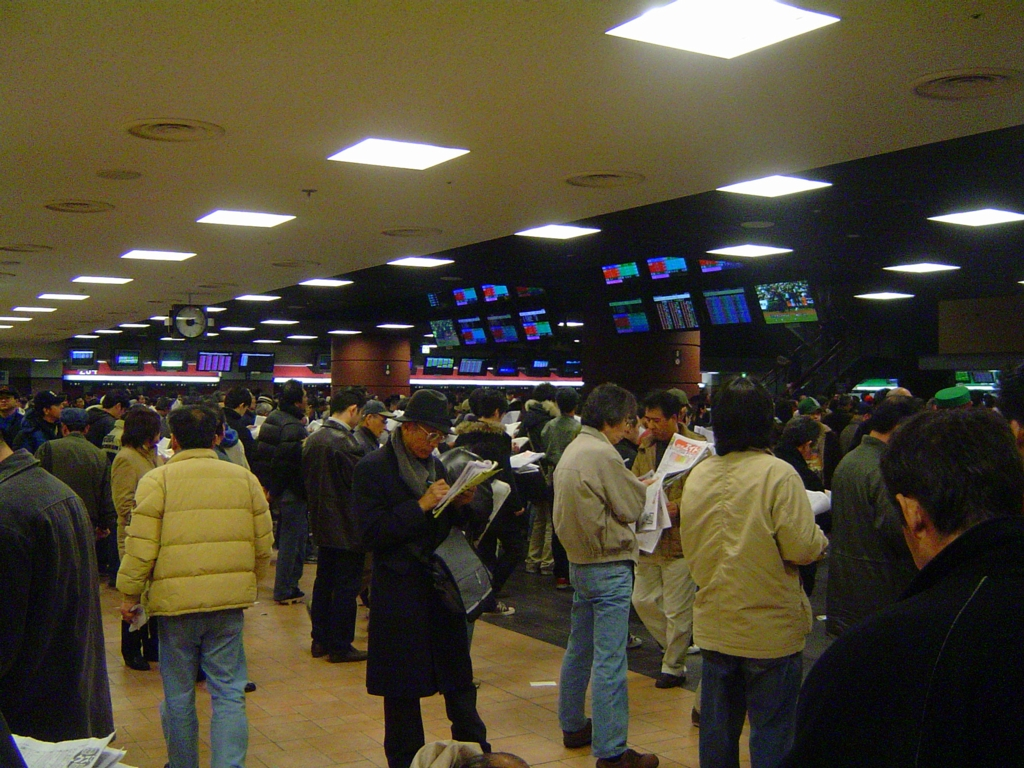
Cotes de jeu d'argent reflètent «le degré de croyance» des résultats du parieur moyen.

Les bayésiens ou subjectiviste, ou adeptes de la « probabilité épistémique » donnent à la notion de probabilité un statut subjectif en la considérant comme une mesure du « degré de croyance » accordé par un individu quant à l'incertitude d'une situation particulière. 
Les quatre interprétations principales de ces probabilités « évidentielles » sont : l'interprétation classique (par exemple, celle de Laplace), l'interprétation subjective (de Finetti et Savage), l'épistémique ou l'interprétation inductive (Ramsey, Cox), et l'interprétation logique (Keynes et Carnap). Il y a aussi des interprétations de probabilités de preuve considérées comme des probabilités subjectives de groupes, qui sont souvent étiquetées comme « intersubjectives » (terme proposé par Gillies et Rowbottom).
Un exemple de probabilité épistémique est l'assignement d'une probabilité à la proposition selon laquelle une loi proposée de physique est vraie ; un autre est la détermination du degré auquel il est probable que le suspect a commis un crime, sur la basé des preuves présentées.
Dans les paris sportifs ou hippiques, les cotes sont fixées en fonction du nombre de personnes ayant parié sur un gagnant possible, de sorte que, même si les joueurs de hautes cotes gagnent toujours, les bookmakers feront un gain dans tous les cas.
L'utilisation de la probabilité bayésienne soulève le débat philosophique de savoir si elle peut contribuer à justifier la validité de la croyance.
Les bayésiens soulignent le travail de Ramsey (p 182) et de de Finetti (p 103) à travers la preuve que les croyances subjectives doivent suivre les lois des probabilités, si elles doivent être cohérentes. Les preuves remettent en doute le fait que les humains ont des croyances cohérentes,.

### Sur Wikipédia
- Fréquence (statistiques)
- Amplitude de probabilité (mécanique quantique)
- Philosophie des mathématiques

#### En français
- Pascal Franc, Les anticipations rationnelles, Librairie Droz, 1997 (ISBN 978-2-600-00188-5, lire en ligne)
- Isabelle Drouet, « Propensions popperiennes et puissances aristotéliciennes: De l'interprétation des probabilités à la métaphysique », Philosophie, vol. n° 114, no 3,‎ 1er mai 2012, p. 50–73 (ISSN 0294-1805, DOI 10.3917/philo.114.0050, lire en ligne, consulté le 1er septembre 2024)

#### En anglais
- (en) L Cohen, An introduction to the philosophy of induction and probability, Oxford New York, Clarendon Press Oxford University Press, 1989, 217 p. (ISBN 978-0-19-875078-9)
- (en) Antony Eagle, Philosophy of probability : contemporary readings, Abingdon, Oxon New York, Routledge, 2011, 543 p. (ISBN 978-0-415-48387-2)
- (en) Donald Gillies, Philosophical theories of probability, London New York, Routledge, 2000, 223 p. (ISBN 978-0-415-18276-8, lire en ligne) A comprehensive monograph covering the four principal current interpretations: logical, subjective, frequency, propensity. Also proposes a novel intersubective interpretation.
- (en) Ian Hacking, The emergence of probability : a philosophical study of early ideas about probability, induction and statistical inference, Cambridge New York, Cambridge University Press, 2006, 209 p. (ISBN 978-0-521-68557-3, lire en ligne)
- Paul Humphreys, ed. (1994) Patrick Suppes: Scientific Philosopher, Synthese Library, Springer-Verlag.
  - Vol. 1: Probability and Probabilistic Causality.
  - Vol. 2: Philosophy of Physics, Theory Structure and Measurement, and Action Theory.
- Jackson, Frank, and Robert Pargetter (1982) « Physical Probability as a Propensity », Noûs 16(4): 567–583.
- (en) Andrei Khrennikov, Interpretations of probability, Berlin New York, Walter de Gruyter, 2009, 2nd éd., 217 p. (ISBN 978-3-11-020748-4) Covers mostly non-Kolmogorov probability models, particularly with respect to quantum physics.
- (en) David Lewis, Philosophical papers, New York, Oxford University Press, 1983 (ISBN 978-0-19-503646-6)
- (en) Jan von Plato, Creating modern probability : its mathematics, physics, and philosophy in historical perspective, Cambridge England New York, Cambridge University Press, 1994, 323 p. (ISBN 978-0-521-59735-7, lire en ligne)
- (en) Darrell Rowbottom, Probability, Cambridge, Polity, 2015, 180 p. (ISBN 978-0-7456-5257-3) A highly accessible introduction to the interpretation of probability. Covers all the main interpretations, and proposes a novel group level (or 'intersubjective') interpretation. Also covers fallacies and applications of interpretations in the social and natural sciences.
- (en) Brian Skyrms, Choice and chance : an introduction to inductive logic, Australia Belmont, CA, Wadsworth/Thomson Learning, 2000, 174 p. (ISBN 978-0-534-55737-9)